# Тронцано Лаго Маджоре
Тронца̀но Ла̀го Маджо̀ре (на италиански: Tronzano Lago Maggiore; на ломбардски: Trunscian, Труншан) е село и община в Северна Италия, провинция Варезе, регион Ломбардия. Разположено е на 342 m надморска височина, на източния бряг на езеро Лаго Маджоре. Населението на общината е 222 души (към 2017 г.).